# Лужанка (пункт контролю)
48°10′8″ пн. ш. 22°35′51″ сх. д. / 48.16889° пн. ш. 22.59750° сх. д.
Лужа́нка — пункт пропуску через державний кордон України на кордоні з Угорщиною.
Розташований у Закарпатській області, Берегівський район, поблизу села Астей на автошляху Р54. З угорського боку знаходиться пункт пропуску «Берегшурань», медьє Саболч-Сатмар-Береґ, автошлях 41 у напрямку Ньїредьгаза.
Вид пункту пропуску — автомобільний. Статус пункту пропуску — міжнародний.
Характер перевезень — пасажирський, вантажний до 3,5 т. (без обмеження, які перевозять вантажі гуманітарної та технічної допомоги)
Пункт пропуску «Лужанка», окрім радіологічного, митного та прикордонного контролю, може здійснювати фітосанітарний, ветеринарний, екологічний та контроль Служби міжнародних автомобільних перевезень.
Пункт пропуску «Лужанка» входить до складу митного посту «Виноградів» Чопської митниці. Код пункту пропуску — 30507 16 00 (11).